# 馬の家畜化
馬の家畜化（うまのかちくか）とは、人間が馬を家畜として飼い慣らすことである（種はノウマ（学名 Equus ferus））。
本項ではその歴史起源および経緯、特に最古と考えられている中央アジアにおける馬の家畜化について記述する（起源は約5000年前）。ただしDNA調査等からは、これ以外に、複数の時代・地域において行われた可能性が示唆されている。
家畜化されたことが判明している亜種として、現生ウマ（学名 Equus ferus caballus）とモウコノウマ（学名 Equus ferus przewalskii）との二亜種がある。しかしながら家畜馬としては現生ウマが人類にとって特に有用だったと考えられている。それ以外の亜種の系統は家畜化が途絶えた（また野生種も次第に絶滅した）。
- 家畜化に向いた特徴としては、病気に強い、従順、騎乗に向く、雪の下の草も食べる習性などがある。

## 概略
馬の家畜化は紀元前4000年頃に現在のウクライナで食肉を得る目的で始まったと考えられている。その後、馬乳を得るようになった。
続いて動力として利用し、さらに騎馬遊牧民は馬の背に跨る騎乗の技術を編み出した（スキタイ）。内燃機関登場以前の世界では最速の陸上移動手段として発展を遂げた。

## 家畜化の経緯
馬が家畜化されたと考えられる紀元前4000年という時期は、ヤギ・ブタ・ヒツジ（紀元前8000年頃に家畜化）や、ウシ（紀元前6000年頃に家畜化）に比べると遅い。これは、馬は主にステップ気候の寒冷な降雪地帯の草原に棲息しており、また、ウシ等の反芻動物に比べて消化能力や食性が低く太り難いため、食肉用の家畜としては不適格だったためである。ウクライナの草原地帯に進出した人類は紀元前5000年頃のドニエプル・ドネツ文化期には既に他の地域から連れてきたウシやヒツジを家畜として飼育していたが、この地域は降雪地帯であり、降雪時に雪の下にある草を食べる習性のないこれらの動物は人の助けがなければ飢死してしまうため、家畜として飼養するのは難しかった。ところが、この地域に棲息している馬を見れば、蹄で雪をかきわけて草を食べている。そこで、人類は馬を家畜化する事を思いついたのである。

## 家畜化された時期
ウクライナにおける紀元前5000年～紀元前3500年頃の遺跡では、貝塚から食事のゴミと一緒に馬骨が出土する。この事は馬が食用であった事を示している。紀元前5000年～紀元前4700年頃のドニエプル・ドネツ文化期の遺跡では出土した馬骨の量とウシ・ヒツジ等の骨の量から推定すると、馬肉の消費量は全体の肉の約20%に過ぎない。ところが、紀元前4200年～3700年頃に人が居住していたと考えられる、スレドニ・ストグ文化期のデレイフカ遺跡では、馬の肉の消費量は全体の肉の約60%にまで達する。この馬肉の消費量比率の飛躍的な増大は、馬を家畜化し馬肉を大量に供給出来るようになった結果であると考えられ、したがって馬が家畜化された時期は紀元前4000年頃と推測されるのである。

## 騎乗の起源とする言説
ところで、デレイフカ遺跡では東端の恐らく祭祀場と思われる場所から、1頭の馬の頭骨と左前脚の骨が出土している。この馬の骨は埋葬されたとも考えられる事や、その他諸々の特徴により、食事のゴミと一緒に出土する他の馬の骨と一線を画している。この馬骨に見られる特徴は以下の通りである。
- シカ角や獣骨製の馬具が頭骨の近くから出土した。

この出土品は、紀元前2000年紀～紀元前1000年紀の鑣（ひょう）状銜（ハミ）留めとは異なり、馬上で制御する為の複雑な構造を持っておらず引っ張る為に取り付けたと思われる単純な構造である。従ってハミ留めではないと考えられている。
- 大臼歯に摩耗が見られる。

大臼歯のエナメル質の摩耗は、ハミではなく徒歩で曳く為の馬具が付けられていたためであると考えられる。
- 7～8歳の雄である。

馬は通常3～4歳で体格の成長が止まるので、食肉用とするのであれば7～8歳まで生かしておくことはありえない。但し群れを統制する為や交配の為にリーダーの牡馬を残す事は広く見られる措置である。